# غيرغيلي رودولف
رودولف غيرغيلي (بالمجرية: Rudolf Gergely)‏ (مواليد 9 مارس 1985 في نييريغيهازا) لاعب كرة قدم مجري دولي يجيد اللعب في خط الهجوم . يلعب حالياً لصالح نادي جنوى الإيطالي منذ 2010 .

## روابط خارجية
- غيرغيلي رودولف على موقع الاتحاد الأوربي (الإنجليزية)
- غيرغيلي رودولف على موقع اتحاد المجر (الهنغارية)
- غيرغيلي رودولف على موقع قاعدة بيانات كرة القدم.إي يو (الإنجليزية)
- غيرغيلي رودولف على موقع ناشيونال فوتبول تيمز (الإنجليزية)
- غيرغيلي رودولف على موقع Soccerway.com (الإنجليزية)
- غيرغيلي رودولف على موقع عالم كرة القدم.نت (الإنجليزية)
- غيرغيلي رودولف على موقع كووورة